# كيشين بيين
كيشين بيين (بالإنجليزية: Keishen Bean)‏ (17 مارس 1987 ببرمودا في المملكة المتحدة - ) هو لاعب كرة قدم بريطاني في مركز الوسط. شارك مع منتخب برمودا لكرة القدم. أما مع النوادي، فقد لعب مع أوتاوا فيوري وBermuda Hogges F.C. ‏ وNorth Village Rams ‏.

## روابط خارجية
- كيشين بيين على موقع قاعدة بيانات كرة القدم.إي يو (الإنجليزية)
- كيشين بيين على موقع ناشيونال فوتبول تيمز (الإنجليزية)
- كيشين بيين على موقع Soccerway.com (الإنجليزية)